# Семяново (Вармінсько-Мазурське воєводство)
Семяново (пол. Siemianowo, нім. Schiemienau) — село в Польщі, у гміні Козлово Нідзицького повіту Вармінсько-Мазурського воєводства.
Населення — 101 особа (2011).
У 1975-1998 роках село належало до Ольштинського воєводства.

## Демографія
Демографічна структура станом на 31 березня 2011 року:
|          | Загалом | Допрацездатний вік | Працездатний вік | Постпрацездатний вік |
| -------- | ------- | ------------------ | ---------------- | -------------------- |
| Чоловіки | 56      | 15                 | 35               | 6                    |
| Жінки    | 45      | 8                  | 26               | 11                   |
| Разом    | 101     | 23                 | 61               | 17                   |